# Aimé Sudre
Aimé Sudre, francoski general, * 8. februar 1890, † 20. november 1980.